# 차정인 기자의 T-타임
《차정인 기자의 T-타임》은 한국방송공사가 제작한 IT 텔레비전 프로그램이다.

## 기획 의도
어려운 IT를 쉽게 설명하는 텔레비전 프로그램이다.

## 방송 시간
방송 시간은 월요일 방송을 기준으로 구분한다.
※ 2012년 10월 8일 : KBS 1TV 24시간 방송 체제 도입 이후 기준임.
| 방송 채널 | 방송 기간                          | 방송 시간                           |
| --------- | ---------------------------------- | ----------------------------------- |
| KBS 1TV   | 2012년 10월 14일 ~ 2013년 9월 15일 | 매주 일요일 밤 2:40 ~ 3:10 (30분)   |
| KBS 1TV   | 2013년 9월 25일 ~ 2013년 10월 16일 | 매주 수요일 밤 1:10 ~ 1:40 (30분)   |
| KBS 1TV   | 2013년 10월 21일 ~ 2014년 8월 25일 | 매주 월요일 밤 1:10 ~ 1:40 (30분)   |
| KBS 1TV   | 2014년 9월 1일 ~ 2014년 10월 27일  | 매주 월요일 밤 1:30 ~ 2:00 (30분)   |
| KBS 1TV   | 2014년 11월 3일 ~ 2015년 2월 9일   | 매주 월요일 밤 12:20 ~ 12:50 (30분) |
| KBS 1TV   | 2015년 2월 21일 ~ 2015년 3월 7일   | 매주 토요일 밤 1:25 ~ 1:55 (30분)   |
| KBS 1TV   | 2015년 4월 11일 ~ 2015년 4월 18일  | 매주 토요일 밤 1:25 ~ 1:55 (30분)   |
| KBS 1TV   | 2015년 3월 14일 ~ 2015년 4월 4일   | 매주 토요일 밤 1:05 ~ 1:35 (30분)   |
| KBS 1TV   | 2015년 4월 25일 ~ 2015년 7월 25일  | 매주 토요일 밤 1:05 ~ 1:35 (30분)   |
| KBS 1TV   | 2015년 8월 1일 ~ 2015년 12월 26일  | 매주 토요일 밤 12:50 ~ 1:20 (30분)  |
| KBS 1TV   | 2016년 1월 9일 ~ 2016년 3월 26일   | 매주 토요일 밤 12:35 ~ 1:05 (30분)  |
| KBS 1TV   | 2016년 4월 2일 ~ 2016년 4월 9일    | 매주 토요일 밤 11:55 ~ 12:25 (30분) |
| KBS 1TV   | 2016년 4월 16일 ~ 8월 27일         | 매주 토요일 밤 11:40 ~ 12:10 (30분) |

## 방송 회차

### 2012년
| 회차 | 방송일    | 제목 (원제)                                     | 비고 |
| ---- | --------- | ----------------------------------------------- | ---- |
| 1    | 7월 12일  | 스마트폰 - 2040년이면 인간 지능 탑재된다?       |      |
| 2    | 7월 19일  | SNS - 여자들의 놀이터?                          |      |
| 3    | 7월 26일  | 스마트폰 스펙 - 이것만 알면 완전 정복           |      |
| 4    | 8월 2일   | 돈 - 10년 뒤어 세상을 바꾸는 3개의 키워드       |      |
| 5    | 8월 9일   | 카카오톡·페이스북 - 공짜 플랫폼 불편한 진실     |      |
| 6    | 8월 16일  | 4D·4K에 아이맥스 - 개념 알면 더 재밌다          |      |
| 7    | 8월 23일  | LTE - 3G 가입자는 서럽다?                       |      |
| 8    | 8월 30일  | 삼성-애플 특허 전쟁, 근본적 차이는 UI와 UX?     |      |
| 9    | 9월 6일   | 습관 - 한번 모았도니 구멍가게가 대기업되나?     |      |
| 10   | 9월 13일  | 창업 - 5가지만 지키면 성공?                     |      |
| 11   | 9월 20일  | 아이폰5 vs 갤럭시 - 선택의 기준은 이것?         |      |
| 12   | 9월 27일  | 로봇과 IT 융합 - 아바타 실현될까?               |      |
| 13   | 10월 4일  | 트위터·페이스북 - 지고 버티컬 SNS가 뜬다?       |      |
| 14   | 10월 11일 | 애니팡 제작사 대표 - "월 100억 비결은 이것"     |      |
| 15   | 10월 18일 | 디지털 라이프 로그 - 모든 일상 기록하는 이유는? |      |
| 16   | 10월 25일 | mp3 - 음악 파일 다 어디갔나 했더니...           |      |
| 17   | 11월 1일  | 스마트폰 - 똑똑하게 쓰려면 이것 만큼은...       |      |
| 18   | 11월 8일  | 제 5의 스크린, 미래 생활 뒤바꾸다?              |      |
| 19   | 11월 15일 | 윈도우 8 - 돈 들여서 깔까? 말까? 기준은?        |      |
| 20   | 11월 22일 | 스토리텔링·모바일 - 세상 점령하다!              |      |
| 21   | 11월 29일 | 메일 - 누군가 훔쳐보고 있다?                    |      |
| 22   | 12월 6일  | 친구 관계 - 내 영향력 측정법은?                 |      |
| 23   | 12월 13일 | 공룡·스파이더맨 - 실제 가능성 있다?             |      |
| 24   | 12월 20일 | 애플 - 2013년에 몰락? IT 10대 이슈 전망         |      |

### 2013년
| 회차 | 방송일    | 제목 (원제)                                          | 비고 |
| ---- | --------- | ---------------------------------------------------- | ---- |
| 25   | 1월 3일   | 미래 예측법 - 점보다 더 정확한 이유                  |      |
| 26   | 1월 10일  | 슈퍼 스마트카 - 구글과 애플이 개발?                  |      |
| 27   | 1월 17일  | 아이폰 - 이어가는 혁신의 아이콘은?                   |      |
| 28   | 1월 24일  | 액티브X - 과연 사라질까?                             |      |
| 29   | 1월 31일  | 모빌리티 - 모든 기기 연결하는 시대 온다?             |      |
| 30   | 2월 14일  | OLED vs 레티나 - 최고의 디스플레이 장치는?           |      |
| 31   | 2월 21일  | NFC 모바일 - 신용카드 필요없다?                      |      |
| 32   | 2월 28일  | 홀로그램 - 공연 트렌드 바꾼다?                       |      |
| 33   | 3월 7일   | 이어폰 - 잘 고르는 법은?                             |      |
| 34   | 3월 14일  | 지구 근접 소행성 - 내 집 앞에 떨어질 확률은?         |      |
| 35   | 3월 21일  | 배터리 - 오래 쓰는 방법은?                           |      |
| 36   | 3월 28일  | 스마트폰 - 손으로 돌리면 충전이 가능하다?            |      |
| 37   | 4월 4일   | 해킹 - 무료 백신 선택 기준은?                        |      |
| 38   | 4월 11일  | 컴퓨터 - 5년 후 부품 하나 바꿨더니 최신형 되다?      |      |
| 39   | 4월 18일  | 스마트폰으로 작곡 연주, 누구나 싸이 될 수 있다?      |      |
| 40   | 4월 25일  | 빅데이터 시대, 누군가 나를 지켜보고 있다?            |      |
| 41   | 5월 2일   | 2045년이면 기계가 인간의 지능을 압도한다?            |      |
| 42   | 5월 9일   | 스마트폰 다음의 '혁신', "IOT 시대가 오고 있다"       |      |
| 43   | 5월 16일  | 라면상무·욕설우유 사건, SNS 죽지 않았다?             |      |
| 44   | 5월 23일  | 전자책 인기 장르는 은밀한 ‘로맨스 소설’?             |      |
| 45   | 5월 30일  | 창조경제 미스터리 “IT에 답이 있다”                   |      |
| 46   | 6월 6일   | 액티브 X·공인인증서 - 사람 속이는 도구?              |      |
| 47   | 6월 13일  | 생각 만으로 기계 조작, 초능력 같은 'HCI'             |      |
| 48   | 6월 20일  | 아직 나는 3G인데…LTE 천배 속도 5G가 온다?            |      |
| 49   | 6월 27일  | 하반기 IT 키워드…‘4K, LTE-A, HD음원’                 |      |
| 50   | 7월 4일   | IT 콘서트 '스마트 라이프를 말한다'                   |      |
| 51   | 7월 11일  | IT 콘서트 '스마트 라이프를 말한다'                   |      |
| 52   | 7월 18일  | 속옷·초콜릿 3D 프린터…생각 한대로 출력하라!          |      |
| 53   | 7월 25일  | 피 한방울만 있으면 난치병을 진단할 수 있다?          |      |
| 54   | 8월 1일   | 도심 속 이색 건물, 건축에도 IT는 필수?               |      |
| 55   | 8월 8일   | 잠자는 디지털 카메라, 이렇게 활용하라!               |      |
| 56   | 8월 15일  | 초고속 승진의 조건, 정보를 디자인하라!               |      |
| 57   | 8월 22일  | 내 손에 있지만 낯선 ‘반도체’, 누구냐 넌?             |      |
| 58   | 8월 29일  | 하얀 라면 인기 시들, ‘뇌과학’에 답 있다?             |      |
| 59   | 9월 5일   | 여름 휴가, 더 이상 8월 1일을 믿지 마라!              |      |
| 60   | 9월 12일  | 스마트폰으로 라이브를? 누구나 글로벌 스타!           |      |
| 61   | 9월 26일  | 당신이 무엇을 검색할지 웹 3.0은 안다?                |      |
| 62   | 10월 3일  | 삼성도 애플도 혁신은 없었다, 문제는 소비자 눈높이?   |      |
| 63   | 10월 10일 | 리그 오브 레전드(LOL)가 온라인 게임을 평정한 배경은? |      |
| 64   | 10월 17일 | 말로만 ‘스마트’ 시계, 진짜는 없고 가짜만 판친다?     |      |
| 65   | 10월 24일 | ‘그래비티’와 ‘힉스’, 인간과 우주를 고민하다!         |      |
| 66   | 10월 31일 | SNS는 피곤하다! 친구는 150명까지만?                  |      |
| 67   | 11월 7일  | 서울-부산 내비 ‘앱’ 이용, 데이터 요금 얼마 나올까?   |      |
| 68   | 11월 14일 | 당신의 10년 뒤 미래, 이미 영화는 알고 있었다!        |      |
| 69   | 11월 21일 | 1700만명 보는 ‘웹툰’, 최고 인기 작품은?              |      |
| 70   | 11월 28일 | 위성 ‘우주 쓰레기’, 우리집에 떨어질 확률은?          |      |
| 71   | 12월 5일  | 게임했더니 성적 쑥쑥? 교육용 ‘앱’ 베스트 10          |      |
| 72   | 12월 12일 | 페이스북 했을뿐인데 매출이 30%나 올랐다?             |      |
| 73   | 12월 19일 | 책을 내고 싶다? ‘돈 한 푼 안들이고 5분만에 뚝딱’     |      |
| 74   | 12월 26일 | 스마트폰으로 영화찍기, “나도 감독이다”               |      |

### 2014년
| 회차 | 방송일    | 제목 (원제)                                            | 비고        |
| ---- | --------- | ------------------------------------------------------ | ----------- |
| 75   | 1월 2일   | 구글글래스 최초 공개! “이것이 혁신이다”                |             |
| 76   | 1월 9일   | ‘연쇄할인마 악마존’, 아마존 한국 온다?                 |             |
| 77   | 1월 16일  | 2014년을 지배할 최고의 IT 이슈를 뽑아라!               |             |
| 78   | 1월 23일  | 한달 수입이 3,500만 원! 1인 방송, 어떻게 하길래?       |             |
| 79   | 1월 30일  | 설날맞이 ‘IT 퀴즈 풀이’, 상식과 선물이 팡팡!           |             |
| 80   | 2월 6일   | IT 청년 재벌의 조건은 ‘서울대 그리고 미녀’?            |             |
| 81   | 2월 13일  | ‘연예인 성매매’ 루머…진실 가려낼 방법 있다?            |             |
| 82   | 2월 20일  | 김태희 해킹한 이두희 “해킹보다 더 중요한 것은”         |             |
| 83   | 2월 27일  | 빅뱅·2NE1 ‘유령’ 등장… 순간이동? 착시현상?             |             |
| 84   | 3월 6일   | ‘복사되고 해킹되고’…공인인증서의 진실                  |             |
| 85   | 3월 13일  | 500원 결제에 20분? 이래서 난 ‘직구’한다                |             |
| 86   | 3월 20일  | 하루 ‘3천쌍’ 커플 탄생! 소셜데이팅 열광 이유는?        |             |
| 87   | 3월 27일  | 새벽에도 오는 010 스팸, ‘급증’ 이유 알고보니…          |             |
| 88   | 4월 3일   | 실리콘밸리의 한국인, ‘고액 연봉’의 비밀                |             |
| 89   | 4월 10일  | 지금 스마트폰 충전 중? 선 없이 충전하는 자유로운 하루! | 이광용 진행 |
| 90   | 4월 17일  | IT 완전정복! 구글글래스에 공인인증서까지?              |             |
| 91   | 5월 1일   | 풀HD4배 화질 UHD TV, 이 가격이면 살 수도…              |             |
| 92   | 5월 8일   | ‘백만원’ 악기가 ‘천원’? 음악앱으로 뮤지션 도전!        |             |
| 93   | 5월 15일  | 코믹 ‘의리‘ 영상 열풍, 스마트폰으로 ‘만드으리’!        |             |
| 94   | 5월 22일  | 새 남친이냐 옛 남친이냐 ‘드라마 결말 내가 정한다!’     |             |
| 95   | 6월 12일  | 5만 원으로 최신 TV를? 수백만 원 부럽지 않네!           |             |
| 96   | 6월 19일  | ‘다음카카오’ 불편한 진실, 중국 기업 실험실 되나?       |             |
| 97   | 6월 26일  | IT로 즐기는 월드컵, 우승팀 예측법 봤더니…              |             |
| 98   | 7월 3일   | 월드컵 예선탈락 한국, ‘롤드컵’(LOL)에선 우승 도전?     |             |
| 99   | 7월 10일  | 전자칠판·화상연결…미래형 교실이 뜬다!                  |             |
| 100  | 7월 24일  | 100회특집 IT는 재미있다                                |             |
| 101  | 7월 31일  | 구글 활용해 주식 대박, 유튜브로 월 2천 비결은?         |             |
| 102  | 8월 7일   | 최초! 냇킹콜 아리랑 영상, 상식? 더 이상 의미없다!      |             |
| 103  | 8월 14일  | 짝퉁부터 최고까지, 중국 스마트폰이 몰려온다!           |             |
| 104  | 8월 21일  | 갤럭시노트4 VS 아이폰6’ 5인치 전쟁, 당신의 선택은?     |             |
| 105  | 8월 28일  | 모바일쇼핑 트렌드…강남여자 강북여자 ‘극과 극’          |             |
| 106  | 9월 11일  | 판옥선과 귀신폭탄…‘명량’에 숨겨진 진실                 |             |
| 107  | 9월 18일  | 아이폰6·애플워치 써보니 “제 점수는요”                  |             |
| 108  | 9월 25일  | 스마트시계 살까 말까 “그걸로 뭐 할건데?”               |             |
| 109  | 10월 2일  | 내 폰안의 신용카드, 정말 믿을만 할까요?                |             |
| 110  | 10월 9일  | 아침마다 40분 샤워하면 10조 기업 수장 된다?            |             |
| 111  | 10월 16일 | 몰카용? 셀카용? 전쟁용? ‘드론’의 정체가 궁금하다!      |             |
| 112  | 10월 23일 | 당신의 일거수 일투족, 몰카보다 무서운 ‘비콘’?          |             |
| 113  | 10월 31일 | 메신저 대화내용 감청, 절대 못보게 하는 방법은?         |             |
| 114  | 11월 6일  | 또봇, 카봇이 현실로? 데니스홍이 꿈꾸는 로봇            |             |
| 115  | 11월 13일 | 영화 다운 1초에 홀로그램 통화까지…기막힌 ‘5G’          |             |
| 116  | 11월 20일 | 사물인터넷 장밋빛 미래? 진짜는 아직 시작도 안했다!     |             |
| 117  | 11월 27일 | 가상현실에서 연애? 2020년이면 느낄 수도 있다!          |             |
| 118  | 12월 4일  | 미생 vs 마음의 소리, 대체 무슨 재미로 볼까?            |             |
| 119  | 12월 11일 | 3초에 하나씩 만들어지는 악성코드, 한국은 공격대상 2위! |             |
| 120  | 12월 18일 | 2015년, 전 세계가 ‘빛’에 주목하는 이유는?              |             |
| 121  | 12월 25일 | 2015년, ‘돈’이 모여들 5개의 비즈니스 키워드            |             |

### 2015년
| 회차 | 방송일    | 제목 (원제)                                                                  | 비고  |
| ---- | --------- | ---------------------------------------------------------------------------- | ----- |
| 122  | 1월 1일   | 올해부터 IT 교과목 신설? 입시 과목 또 늘어난다?                              |       |
| 123  | 1월 11일  | CES가 남긴 5개의 테마, ‘생각’의 틀이 바뀌고 있다!                            | 특집  |
| 124  | 1월 15일  | LTE 종류만 지금까지 5개! 알고보면 ‘도찐개찐’                                 |       |
| 125  | 1월 22일  | 아마존 넷플릭스 테슬라…잘 나가는 이유 '공통점' 있다!                         |       |
| 126  | 1월 29일  | 무어의 법칙이 ‘50년’, 내용을 알면 미래가 보인다!                             |       |
| 127  | 2월 5일   | ‘뛰고 달리는’ 4차원게임, 진짜 ‘가상현실’ 다가온다!                           |       |
| 128  | 2월 12일  | 향후 10년의 황금알 코드…‘드론, VR, 보안’                                     |       |
| 129  | 2월 26일  | ‘삼성 vs 애플’ 긴 싸움, 운명의 열쇠는 ‘갤럭시S6’                             |       |
| 130  | 3월 5일   | 밀착리뷰, 갤6 직접 본 ‘빠’들 “솔직히 제 점수는요                             |       |
| 131  | 3월 12일  | 2015 ‘IT 리그’ 전반전, 다크호스 M(머니) 등장이요!                            |       |
| 132  | 3월 19일  | ‘앱’ 하나로 40조 원…비법은 ‘초연결’로 공유                                   |       |
| 133  | 3월 26일  | 끝나지 않은 원전 해킹 “여전히 잠복해 있을지 모른다”                          |       |
| 135  | 4월 2일   | 잠자는 학생들 깨어나? 디바이스로 바뀌는 ‘거꾸로 교실’                        |       |
| 136  | 4월 9일   | 페르시아·로마·살수대첩…진짜 전쟁에 IT가 보인다!                              |       |
| 137  | 4월 16일  | 봄나들이, 폰 카메라면 충분? 그래도 ‘디카’가 낫지?                            |       |
| 138  | 4월 23일  | 취미삼아 혼자 만든 앱…월 매출 ‘2천’ 찍다, 왜?                                |       |
| 139  | 4월 30일  | 경제 안 좋으면 치마 길이가…데이터는 답을 알고 있다!                          |       |
| 140  | 5월 7일   | 야구장가서 치어리더만 봐? 색다른 그것(IT)도 만나봐요!                        |       |
| 141  | 5월 14일  | 은행 금리 1%? “나는 수익률 5% ‘핀테크’ 한다”…차이점은?                       |       |
| 142  | 5월 21일  | ‘좋아요’ 눌렀는데 그녀는 왜 반응하지 않을까요?                               |       |
| 143  | 5월 28일  | 애플이 만드는 병원?… 미래는 IT가 의사?                                       |       |
| 144  | 6월 4일   | 구글을 말한다! 구글이 진짜 원하는 건 바로 ‘당신’                             |       |
| 145  | 6월 11일  | 지난 10년 한국인은 ‘감기’ 검색…그러나 2015년 ‘메르스’를 놓쳤다!              |       |
| 146  | 6월 18일  | 미래 ‘먹거리’를 찾아라!…4개의 축, ‘연결이 답이다’                            |       |
| 147  | 6월 25일  | 스마트폰이 뜨거워진다면? 이것을 살펴보셔야 합니다!                           |       |
| 148  | 7월 2일   | 가상현실과 게임의 결합, 꿈인지 생시인지? 헷갈려!                             |       |
| 149  | 7월 9일   | 우리들의 슬픈 자화상…휴가 키워드는 ‘집’, ‘회사’                              |       |
| 150  | 7월 16일  | 미션! 운전하고 벽 뚫고 구조하라, 드디어 로봇이 해냈다!                       |       |
| 151  | 7월 23일  | 생활·예술과 결합하는 테크…느끼고 즐겨라! ‘밋친 전시회’를 가다!               |       |
| 152  | 7월 30일  | IT콘서트1, 홀로그램으로 부활한 꼬마신랑과 O2O의 미래                         |       |
| 153  | 8월 6일   | IT콘서트2, 로봇이 지휘하는 오케스트라? 테크와 예술 그리고 '괴짜'들의 시너지! |       |
| 154  | 8월 13일  | IT콘서트3 아이디어 결정체 ‘IT’, 인문학적 소양이 열쇠!                        |       |
| 155  | 8월 20일  | 마트에서 카트끌기 끝? 가상현실 쇼핑에 배송까지…                              |       |
| 156  | 8월 27일  | ‘요섹남·홍대·설탕·레시피’…데이터가 말하는 ‘쿡방’의 진실                      |       |
| 157  | 9월 3일   | 안드로이드와 아이폰 무엇이 더 안전할까요? 해커가 말하길...                   |       |
| 157  | 9월 10일  | 돈을 만드는 현대판 연금술, ‘아이디어를 특허로 만들기’                        |       |
| 158  | 9월 17일  | 80% 할인 쿠폰, 나는 받고 너는 못 받는 이유 있었네!                           |       |
| 159  | 10월 1일  | 우리에게 좌회전은 없다? 데이터를 만난 택배 혁신!                             |       |
| 160  | 10월 8일  | 21세기 가장 섹시한 직업…‘데이터 사이언티스트’를 주목하라!                    |       |
| 161  | 10월 15일 | 막히는 길 잘 피한 ‘김기사’, 626억 ‘대박’ 터뜨린 사연                         |       |
| 162  | 10월 22일 | 무인자동차는 안전할까? ‘5G’ 안되면 ‘충돌’ 차량                               |       |
| 163  | 10월 29일 | 3명이 2달 만에 만든 게임, 3개월 30억 번 비결은?                              |       |
| 164  | 11월 5일  | ‘에릭슈미트’ 단독 인터뷰! “구글은 지시하지 않는다”                           |       |
| 165  | 11월 13일 | 나만 몰랐던 알짜 ‘앱’, 680만 개 중 살펴봤더니…                               |       |
| 166  | 11월 19일 | 포털원조 다음, SNS원조 싸이…어디로 가고 있나요?                              |       |
| 167  | 11월 26일 | ‘죽음의 계곡’에 빠져있는 비즈니스, 테크스타가 되다!                          |       |
| 168  | 12월 3일  | 안쓰는 장난감으로 돈을? 아이디어는 생활속에 있다!                            |       |
| 169  | 12월 10일 | 어린이 교육, 영어보다 더 무서운 과목이 온다                                  |       |
| 170  | 12월 17일 | 실수로 공개된 여배우 ‘민낯’, ‘코딩’은 모든걸 풀 수 있다?                     | [ 1 ] |
| 171  | 12월 24일 | 2015 가장 ‘핫’ IT 인물…‘52조원 기부한 아빠와 딸’                             |       |

### 2016년
| 회차 | 방송일   | 제목 (원제)                                             | 비고 |
| ---- | -------- | ------------------------------------------------------- | ---- |
| 172  | 1월 7일  | 싸게 돈 빌리고, 높은 이자 받는다?… 비밀은 ‘모바일’에!   |      |
| 173  | 1월 14일 | 2016 라스베이거스판 ‘잭팟’, ‘대박’ 아이템 여기 다 있다! |      |
| 174  | 1월 21일 | ‘자율주행’이 해킹되면 내 차는 순식간에 폭탄!            |      |
| 175  | 1월 28일 | 글로벌쇼 나가면 대박? 돈 없으면 실망도 크다!            |      |
| 176  | 2월 11일 | 공짜인 듯 공짜 아닌 서비스, 나의 정보는 유료? 무료?     |      |
| 177  | 2월 18일 | 아이를 놓쳤다? ‘스마트시티’에선 센서로 실시간 추적!     |      |
| 178  | 2월 25일 | ‘인터넷은행’의 예금이자, 돈인가요? 이모티콘인가요?      |      |
| 179  | 3월 4일  | “모든 것은 VR로 통한다” 저커버그는 무엇을 꿈꾸는가?     |      |
| 180  | 3월 11일 | 北 사이버테러와 아이폰…프라이버시냐 공공안전이냐?       |      |
| 181  | 3월 18일 | 바둑왕 알파고의 ‘승리 비결’…최후의 승자는 ‘구글’?       |      |
| 182  | 3월 24일 | 사람 뺨치는 ‘인공지능’으로 돈 버는 방법!                |      |
| 183  | 3월 31일 | 도청 불가능 ‘양자암호통신’ 어디까지 왔나?               |      |
| 184  | 4월 7일  | 구글·애플 이어 삼성까지? IT기업들은 왜 OS에 목맬까?     |      |
| 185  | 4월 14일 | 공중에서 펼치는 짜릿한 레이싱…‘드론 레이싱’이 뜬다!     |      |
| 186  | 4월 21일 | 3D, 도시를 디자인하고 의료를 혁신한다?                  |      |
| 187  | 4월 28일 | 배달앱으론 더 이상 돈 벌기 힘들어요!                    |      |
| 188  | 5월 12일 | ‘야구장은 살아있다’…야구에 이런 IT 기술이?              |      |
| 189  | 5월 19일 | Gmail은 안전? 방심하면 해커들의 먹잇감!                 |      |
| 190  | 5월 26일 | 모든 기기는 구글 OS로 통하게 하라!?                     |      |
| 191  | 6월 2일  | 괴짜들의 이해할 수 없는 행위…그 속에 ‘혁신’이 있다!     |      |
| 192  | 6월 9일  | 웹툰 전성시대, 1조 시장 꿈이 아니다?                    |      |
| 193  | 6월 16일 | 홍채부터 뇌파까지…이젠 ‘몸’으로 로그인한다!             |      |
| 194  | 6월 23일 | 3D 프린팅’부터 가상현실까지…이젠 의료도 IT다!           |      |
| 195  | 7월 1일  | 약진하는 중국 모바일 산업…성장의 비밀은?                |      |
| 196  | 7월 8일  | 오버워치 ‘열풍’…e스포츠로도 이어질까?                   |      |
| 197  | 7월 14일 | 지름신 참았는데…왜 광고로 계속 따라다닐까?              |      |
| 198  | 7월 21일 | 포켓몬 대신 뽀로로 나온다고 제2의 ‘포켓몬 고’가 될까?   |      |
| 199  | 7월 28일 | 리우 올림픽, 4년 만에 인터넷 트래픽 15배 증가?          |      |
| 200  | 8월 25일 | 아듀 T타임…대한민국 IT를 말하다!                        |      |

## 지역 방송국 프로그램
다음 지역 방송국 프로그램은 토요일 밤 12시 35분에 방송된다.
| 방송국  | 지역       | 프로그램             |
| ------- | ---------- | -------------------- |
| KBS부산 | 부산광역시 | 무대와 객석          |
| KBS창원 | 경상남도   | 네트워크 참TV 재방송 |

## 같이 보기
- 김원장 박은영의 뭐니뭐니
- 양영은의 인터넷 선물
- 가애란의 알약톡톡
- 이광용의 옐로우카드